# NGC 5396
NGC 5396, auch als NGC 5375 im Katalog doppelt geführt, ist eine Balkenspiralgalaxie mit aktivem Galaxienkern (LINER-Typ) vom Hubble-Typ SBab im Sternbild Jagdhunde am Nordsternhimmel. Sie ist rund 109 Millionen Lichtjahre von der Milchstraße entfernt und hat einen Durchmesser von etwa 110.000 Lichtjahren.
Im Jahre 1989 wurde in NGC 5396 eine Supernova SN 1989K beobachtet.

Sie wurde am 14. April 1789 von Wilhelm Herschel mit einem 18,7-Zoll-Spiegelteleskop entdeckt, der sie dabei mit „vF, S, iR, lbM, almost stellar“ beschrieb. Diese Beobachtung wird als NGC 5396 gelistet. John Herschel notierte bei seiner Beobachtung am 15. Mai 1830: „If this be III 125, my Father's place is much out in RA“. Sicherheitshalber vergab er eine eigene Nummer, dies führte unter NGC 5375 zum zweiten Eintrag im Katalog.